# Лондонский Монстр

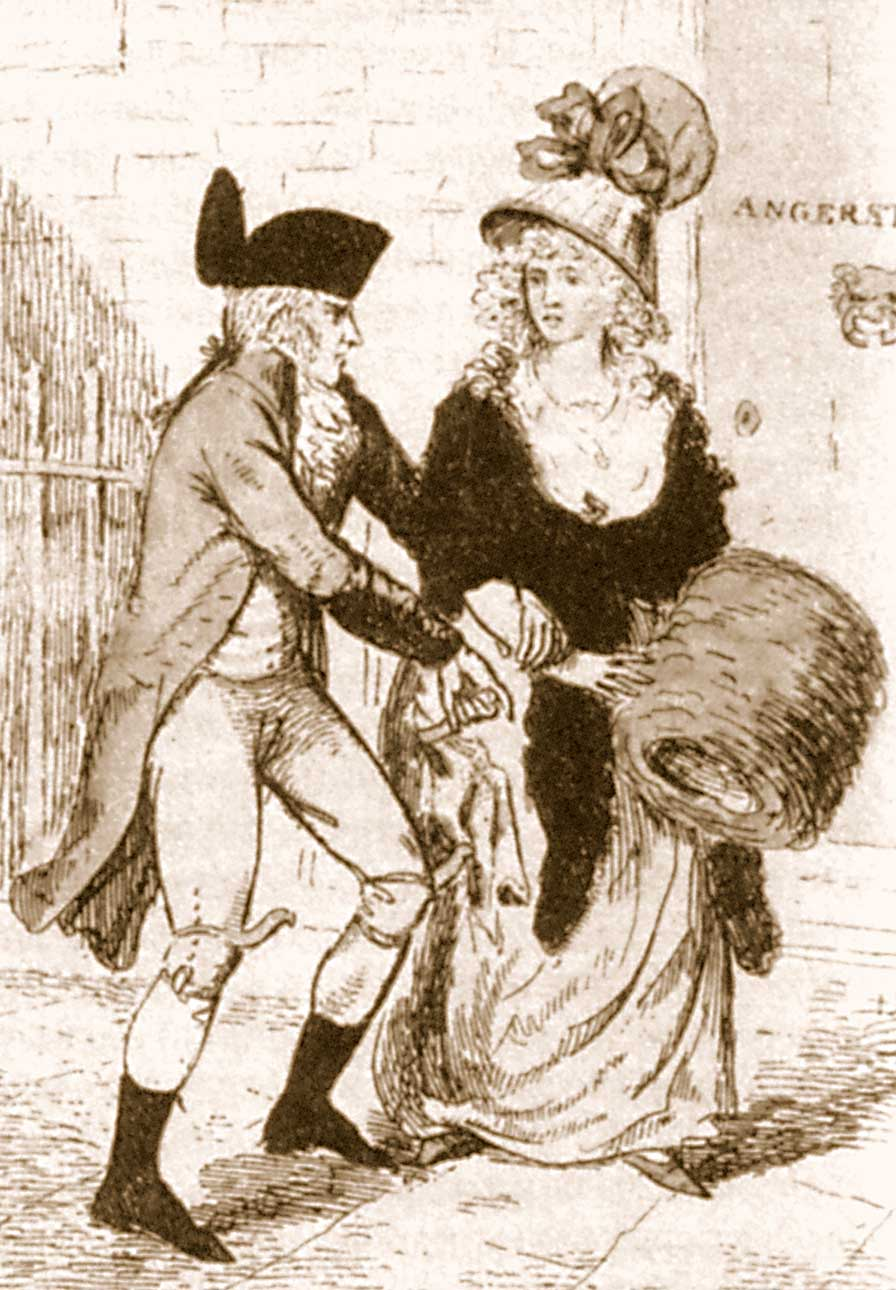
Иллюстрация Лондонского Монстра, атакующего женщину

Лондонский Монстр (англ. London Monster) — название предполагаемого злоумышленника в Лондоне, действовавшего с марта 1788 по июнь 1790 года, который наносил женщинам уколы ножом, булавкой или иглой, как правило, в ягодицы, а затем скрывался.

## История
Первые сообщения о преступлениях появилась в 1788 году. По словам потерпевших, большинство из которых было из благополучных семей, крупный мужчина следовал за ними, затем ругался и ударял их острым предметом в ягодицы. Во всех случаях предполагаемый нападавший скрывался прежде, чем приходила помощь. Одежда некоторых женщин была порезана и они получили существенные ранения. За два года число жертв «Лондонского монстра», как прозвала пресса этого преступника, составило более 50 человек.
Оказалось, что описания злоумышленника значительно отличались друг от друга. Так как Лондонский Монстр нападал преимущественно на красивых дам, то многие женщины, желая бо́льшей известности и популярности, фальсифицировали факты нападения, раня самих себя. А некоторые мужчины, в свою очередь, боялись подойти к женщинам в темное время, чтобы не напугать их. Даже был создан мужской клуб, члены которого носили в петлице специальный знак с надписью «Я не монстр», чтобы показать, что они не были «монстром». Лондонский бизнесмен и филантроп Джон Джулиус Энгерштейн (John Julius Angerstein) пообещал награду в 100 фунтов стерлингов за поимку преступника. Вооруженные дружинники начали патрулировать город. А местные карманники и мелкие преступники использовали панику в своих интересах, специально пугая женщин, не нанося им вреда, но подбирая при этом брошенные ценности и предметы.
Наконец, в 1790 году был арестован 23-летний безработный мужчина Ринвик Уильямс (англ. Rhynwick Williams), приговорённый впоследствии к шести годам заключения, которые он и провел в тюрьме Ньюгейт, где мастерил цветы, которые продавал зевакам, пришедшим поглазеть на пойманного маньяка. Защищал Уильямса Теофилус Свифт, родственник писателя Джонатана Свифта. Причем вмешательство Теофилуса сыграло свою роль — вместо виселицы Уильямса приговорили к шести годам тюремного заключения. Но историки сомневаются в его причастности к описанным преступлениям, считая Уильямса чуть ли не козлом отпущения; а некоторые из них вообще ставят под вопрос существование Лондонского Монстра, предполагая простую массовую истерию.
По этим событиям Яном Бондесоном (Jan Bondeson) была написана книга — The London Monster, Terror on the Streets 1790.